# Каньоны (фильм)
«Каньоны» (англ. The Canyons) — фильм 2013 года режиссёра Пола Шредера с Линдси Лохан и Джеймсом Дином в главных ролях.

## Сюжет
Главную героиню зовут Тара, она живёт вместе со своим парнем Кристианом. Молодой человек никогда не отличался особой адекватностью, вёл себя странно, а временами — грубо. Тара встречает свою старую любовь, парня Райана, и их чувства снова вспыхивают. Но Кристиан, который и без того был не очень сдержанным, вряд ли закроет глаза на предательство… Сначала он просто подозревает свою пассию в неверности, а когда этот факт уже не оставляет никаких сомнений, он устраивает Таре и Райану настоящую травлю.

## В ролях
| Актёр              | Роль            |
| ------------------ | --------------- |
| Линдси Лохан       | Тара            |
| Джеймс Дин         | Кристиан        |
| Нолан Джерард Фанк | Райан           |
| Аманда Брукс       | Джина           |
| Тенилл Хьюстон     | Синтия          |
| Гас Ван Сент       | Доктор Кэмпбелл |

## Награды
Фильм участвовал в фестивалях и получил 2 награды.